# カイリュウ
もしかして
- カイリュー[注 1]

ではありませんか？